# منطقة مرمرة

منطق مرمرة

منطقة مرمرة هي واحدة من سبع مناطق جغرافية، وتقع في الشمال الغربي من تركيا وتبلغ مساحتها 67,000 كم مربع.
يبلغ إجمالي عدد السكان في منطقة مرمرة أكثر من 23 مليوناً وفقا لتعداد عام 2009. تزدهر بالصناعة، التجارة، والسياحة والزراعة وتطويرها.
الأنشطة الصناعية في أجزاء أخرى من المنطقة معا. المنتجات الصناعية الرئيسية: أجزاء صناعة السيارات، ومختلف المنتجات المعدنية والأغذية المصنعة والمنسوجات والملابس الجاهزة والإسمنت والكيماويات والورق، ومنتجات البتروكيماويات.

## المحافظات
- إسطنبول..........(مدينة)(إسطنبول)
- أدرنة............(مدينة)(أدرنة)
- كيركلاريلي........(مدينة)(قرقلر ايلي)
- تكيرداغ..........(مدينة)(تكيرداغ)
- جاناكالي.........(مدينة)(جاناكالي)
- قوجا.............(مدينة)(قوجه ايلي)
- يالوفا...........(مدينة)(يالوفا)
- صقاريا..........(مدينة)(صقاريا)
- بيلجيك...........(مدينة)(بيله جك)
- بورصة (مدينة)....(مدينة)(بورصة)
- باليكسير.........(مدينة)(بالق أسير)
- وجزئا من مدينة (دوزجة)(مدينة) دوزجة يقع أيضا في مرمرة.

والتي على الساحل منها :
- إسطنبول
- ستنعم
- كاناكالي
- باليكسير
- الجراب
- يالوفا
- قوجا

## احصائيات السكان
- إسطنبول 13.304.000
- بورصة 2.979.234
- قوجه ايلي 1.561.000
- بالق أسير 1.276.347
- صقاريا 893.000
- تكيرداغ 691.549
- جاناكالي 464.975
- أدرنة 402.606
- قرقلر ايلي 328.461
- بيله جك 216.475
- يالوفا 213.908

### بعض سكان مقاطعة مرمرة
- عثمان غازي 791.000
- Yıldırım 625.000
- نيلوفر (اسم) 301.000
- إينغول 275.895
- كاغد خانة 345.239
- توزلا 525.520
- جبزي 301.400
- باندرمة 137.000
- تشورلو 259.000
- Çerkezköy 165.000
- Lüleburgaz 105.000
- كورفيز 130.000
- درينجه 125.000
- غولكوك 138.000
- دريكا 152.000
- كيمليك 100.975
- مدينة مصطفى كمال باشا 101.890
- Çayırova 91.000
- Kartepe 95.000

## الجغرافيا
جغرافية مرمرة متنوعة، حيث تتشكل من ساحل مطل على جزر... وتغطي مساحة كبيرة من منطقة جبال ستار. المتاخم لحدود بلغاريا، ومن شرق بحيرة